# 최권수 (배우)
최권수(2004년 10월 5일~)는 대한민국의 배우이자 모델이다.

## 연기 활동

### 영화
- 2016년 《히야》 ... 어린 이진상 역

### TV 드라마
- 2014년 KBS2 《참 좋은 시절》 ... 강동원 역
- 2014년 KBS2 《내일도 칸타빌레》 ... 어린 차유진 역
- 2015년 MBC 《화정》 ... 어린 홍주원 역
- 2015년 tvN 《슈퍼대디 열》 ... 이민우 역
- 2015년 KBS2 《단막극 드라마 스페셜 - 그 형제의 여름》 ... 최동길 역
- 2016년 MBC 《한번 더 해피엔딩》 ... 어린 송수혁 역
- 2017년 KBS2 《완벽한 아내》 ... 구진욱 역
- 2017년 KBS2 《꽃 피어라 달순아!》 ... 어린 서현도 역
- 2018년 TV조선 《대군 - 사랑을 그리다》 ... 어린 이강 역
- 2018년 SBS 《흉부외과 - 심장을 훔친 의사들》 ... 어린 박태수 역
- 2020년 tvN 《악의 꽃》 ... 어린 백희성 역 (김지훈 아역)

## 수상
- 2014년 제3회 《대전 드라마 페스티벌》 아역상
- 2015년 KBS 연기대상 청소년 연기상